# La Loma, Escuinapa
La Loma är en ort i Mexiko.   Den ligger i kommunen Escuinapa och delstaten Sinaloa, i den centrala delen av landet, 700 km nordväst om huvudstaden Mexico City. La Loma ligger 31 meter över havet och antalet invånare är 385.
Terrängen runt La Loma är platt åt sydost, men åt nordväst är den kuperad. Terrängen runt La Loma sluttar söderut. Runt La Loma är det ganska glesbefolkat, med 27 invånare per kvadratkilometer. Närmaste större samhälle är Acaponeta, 10,7 km öster om La Loma. Trakten runt La Loma består till största delen av jordbruksmark.